# Não-racialismo
Não racialismo, arracialismo ou antirracialismo é uma ideologia sul-africana que rejeita o racismo e o racialismo enquanto afirma os ideais democráticos liberais.
O termo, às vezes, pode ser chamado de arracismo, para evitar a associação com a palavra arracialidade, que significa sem raça ou racialidade.

## História
O não-racialismo se tornou a política oficial do estado da África do Sul depois de abril de 1994, e está consagrado no Capítulo Um da Constituição da África do Sul. O termo foi criticado como vago e com significados diferentes, mesmo entre pessoas que compartilham a mesma tradição ideológica.
O primeiro uso do termo foi por Karl Polanyi na década de 1930. Neville Alexander segue Robert Sobukwe ao definir o não racialismo como o reconhecimento da não existência da raça como um fato científico. Robert Mugabe professou uma crença no não racialismo no início dos anos 1960, mas depois rejeitou o conceito e criticou duramente Nelson Mandela por abraçar a ideologia.
O não racialismo é uma política central declarada do Congresso Nacional Africano. No entanto, a adoção de uma política multirracialista na Carta da Liberdade, em vez do não-racialismo afrocêntrico, foi o que resultou na dissolução do Congresso Pan-Africanista em 1959. Alguns confundiram isso com um movimento nacionalista negro, até mesmo entre o próprio partido.